# Luca Lotti
Luca Lotti (ur. 20 czerwca 1982 w Empoli) – włoski polityk, parlamentarzysta, w latach 2016–2018 minister ds. sportu.

## Życiorys
Z zawodu urzędnik administracji publicznej, w 2006 ukończył studia z zakresu administracji na Uniwersytecie Florenckim. Zaangażował się w działalność polityczną w ramach Partii Demokratycznej. Z ramienia tego ugrupowania w wyborach w 2013 został wybrany w skład Izby Deputowanych. W tym samym roku wszedł w skład sekretariatu krajowego PD, a w 2014 został podsekretarzem stanu odpowiedzialnym za dział informacji i komunikacji rządu.
12 grudnia 2016 w nowo utworzonym rządzie Paola Gentiloniego objął stanowisko ministra bez teki do spraw sportu. W 2018 utrzymał mandat deputowanego na XVIII kadencję. 1 czerwca tegoż roku zakończył pełnienie funkcji rządowej.